# James J. Clauss
James Joseph Clauss (* 1. September 1953 in Scranton, Pennsylvania) ist ein US-amerikanischer Gräzist.
Clauss erwarb den Bachelor of Arts 1974 an der University of Scranton, den Master of Arts 1976 an der Fordham University und den Ph. D. 1983 an der University of California, Berkeley. Seine Dissertation trug den Titel Allusion and the Narrative Style of Apollonius Rhodius. Das Studienjahr 1982–1983 verbrachte er an der American School of Classical Studies at Athens.
Seit 1984 lehrt Clauss an der University of Washington, zunächst bis 1990 als Assistant Professor, anschließend 1990–1997 als Associate Professor und seit 1997 als Professor. Zudem hat er als Adjunct Professor Lehraufträge für weitere Fächer: seit 2006 für Vergleichende Literaturwissenschaft sowie Kino- und Medienwissenschaft, seit 2007 für Sprachen und Kulturen des Nahen Ostens und seit 2024 für Slawistik und „globale Literaturwissenschaft“.
Clauss’ Forschungsgebiete sind die hellenistische Literatur (besonders Apollonios von Rhodos) und ausgewählte Aspekte der römischen Literatur.

## Schriften (Auswahl)
- als Mitherausgeber: The Gods of Greek Hexameter Poetry. From the Archaic Age to Late Antiquity and Beyond (= Potsdamer Altertumswissenschaftliche Beiträge. Band 56). Franz Steiner Verlag, Stuttgart 2016, ISBN 978-3-515-11523-0.
- als Mitherausgeber A Companion to Hellenistic Literature. Blackwell, Malden 2010, ISBN 978-1-4051-3679-2; aktualisierte Paperbackausgabe 2014.
- als Herausgeber mit Sarah Iles Johnston: Medea. Essays on Medea in Myth, Literature, Philosophy, and Art. Princeton University Press, Princeton 1997, ISBN 0-691-04376-0.
- The Best of the Argonauts. The Redefinition of the Epic Hero in Book 1 of Apollonius’ Argonautica (= Hellenistic culture and society. Band 10). University of California Press, Berkeley 1993, ISBN 0-520-07925-6.